# USS Scamp (SSN-588)
USS Scamp (SSN-588) – amerykański okręt podwodny z napędem atomowym typu Skipjack. Zwodowana 8 października 1960 roku jednostka, weszła do służby w amerykańskiej marynarce wojennej 5 czerwca 1961 roku, po czym pełniła ją do 28 kwietnia 1988 roku „Scamp” wyposażony był w siłownię z jednym reaktorem wodno-ciśnieniowym S5W oraz dwoma turbinami parowymi o mocy wyjściowej 15 000 KM napędzającymi jedną śrubę. Podstawowym uzbrojeniem okrętu były torpedy Mk.14 i Mk.16, wystrzeliwane z sześciu wyrzutni torpedowych kalibru 533 mm umieszczonych na dziobie jednostki.

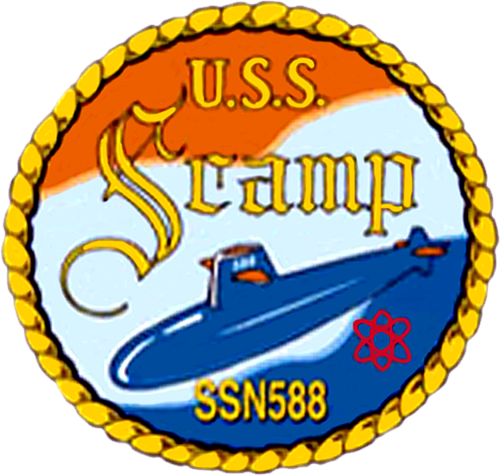